# Tempête tropicale Alberto (2018)
Pour les articles homonymes, voir Cyclone tropical Alberto.
La tempête tropicale Alberto est le premier cyclone tropical de la saison cyclonique 2018 dans l'océan Atlantique nord. Il s'est développé au large de la péninsule du Yucatán, est remonté en s'intensifiant lentement vers le golfe du Mexique, a touché terre sur le panhandle de Floride et s'est finalement transformé en dépression extratropicale en remontant vers le Grands Lacs. La tempête a causé des inondations à Cuba, en Floride et le long de la vallée du Mississippi, faisant 18 morts.

## Évolution météorologique

Alberto s'approchant de la Floride le 27 mai.

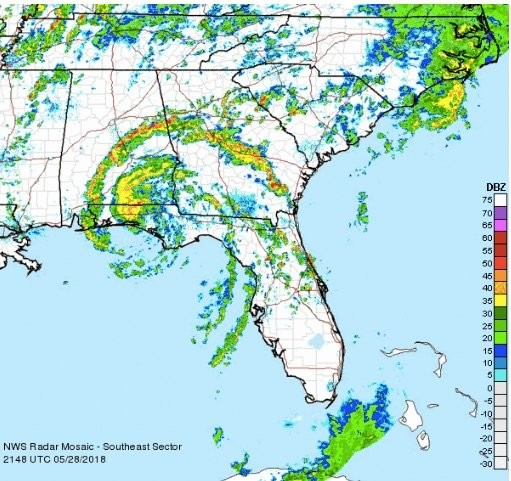
Image radar d’Alberto touchant la côte du panhandle de Floride.

Alberto eut des origines non tropicales. Le 12 mai, une mi-journée un creux barométrique dans les niveaux moyens à supérieurs de l'atmosphère s'est déplacé vers l'est depuis le Mexique vers le golfe du Mexique et le nord-ouest de la mer des Caraïbes. Le creux devint négativement une incliné (orientation du nord-ouest au sud-est) le 20 mai ce qui a augmenté la diffluence au-dessus du nord-ouest de la mer des Caraïbes. Une large zone de basse pression s'est alors formée entre le Honduras et les îles Caïmans le 21 mai. La dépression a dérivé lentement vers l'ouest, puis vers le nord, tout en devenant plus organisée.
Vers 15 h 0 UTC le 25 mai, le National Hurricane Center annonça la naissance de la tempête subtropicale Alberto qui se situait à l'est de la péninsule du Yucatán, à environ 90 km au sud de Cozumel, Quintana Roo. Le système étant dans une zone de cisaillement des vents en altitude, il présentait plusieurs centres et ne pouvait pas être qualifié de seulement tropical. Le NHC émit des pré-alertes tempête tropicale de Tulum  jusqu'au cap Catoche au Mexique et pour la province cubaine de Pinar del Rio.
Le 26 mai en mi-journée, la tempête est passée juste au large de la pointe ouest de la province de Pinar del Río et est entrée dans le golfe du Mexique. Le lendemain matin, elle était à 265 km au sud-ouest de Tampa, Floride, et se dirigeait franc nord vers le panhandle de Floride où l'alerte cyclonique fut rehaussé. Le système subtropical était alors à peine plus organisé, ses nuages étant surtout dans le quadrant nord-est et le centre semblant vaciller autour de la trajectoire.
Initialement, le NHC considéra qu’Alberto était toujours une tempête subtropicale avant de toucher la côte de Floride mais dans le rapport final, l'auteur mentionna que l’évolution structurelle du système le 27 mai suggérait à posteriori qu'elle était devenue une tempête tropicale à 100 km au sud-sud-ouest d’Apalachicola vers 0 h UTC le 28 mai avec des vents maximaux soutenus de 100 km/h. Le centre d’Alberto a ensuite touché la côte près de Laguna Beach en Floride vers 20 h UTC le 28 mai. Ses vents soutenus étaient de 75 km/h et des rafales à 95 km/h furent enregistrées à Laguna. La tempête a commencé à faiblir ensuite en entrant dans les terres en direction de l'Alabama.
À 2 h UTC le 29 mai (22 h locale le 28), Alberto fut ainsi déclassé en dépression tropicale. Dès lors, Alberto fut suivi par le Weather Prediction Center, au lieu du NHC, et tôt le 30 mai Alberto subit une légère intensification à 90 km au sud-sud-ouest d'Evansville, Indiana. À 3 h UTC le 31 mai (22 h locale le 30 mai), le centre de la faible dépression était à 70 km au sud-ouest de Lansing, Michigan, et fut absorbée par une dépression frontale plus importante au cours des 12 heures suivantes dans le nord de l'Ontario (Canada),.

## Impact
| Pays                                      | Décès |
| ----------------------------------------- | ----- |
| Cuba                                      | 10    |
| États-Unis (Caroline du Nord et Virginie) | 8     |

Alberto a causé des dommages par son onde de tempête mais surtout par sa pluie abondante. Ainsi, même si le centre s’est déplacé vers le nord dans le canal du Yucatán, de fortes précipitations sont tombées bien à l’est sur une grande partie du centre et de l’ouest de Cuba. De même, les précipitations les plus importantes aux États-Unis se sont produites bien à l’est du centre d’Alberto. De fortes accumulations furent ainsi notées sur la partie principale de la Floride et sur les Carolines durant plusieurs jours à cause du lent déplacement de la tempête (jusqu'à six jours de pluie sur la rive nord du lac Okeechobee du 25 au 30 mai).

### Cuba
À Cuba, la tempête Alberto a laissé 120 mm de pluie en moins de 8 heures sur la province d'Artemisa. D'autres régions plus centrales de l'île, comme la ville de Santa Clara, furent aussi très affectées. La tempête causa des inondations qui menèrent à l'évacuation de 54 000 personnes, à la fermeture d'une raffinerie de pétrole à Cienfuegos et du rejet de 12 000 m3 d'eau huileuse, à la coupure par endroits d'une importante autoroute en Cienfuegos et Santa Clara et un pont fut emporté par les eaux de la rivière Zaza dans la province de Sancti Spíritus,.
Le 2 juin 2018, un total de sept personnes s'étaient noyées dans les inondations et deux autres personnes étaient toujours portées disparues. Le Service météorologique cubain rehaussa plus tard ce total à 10.

### États-Unis

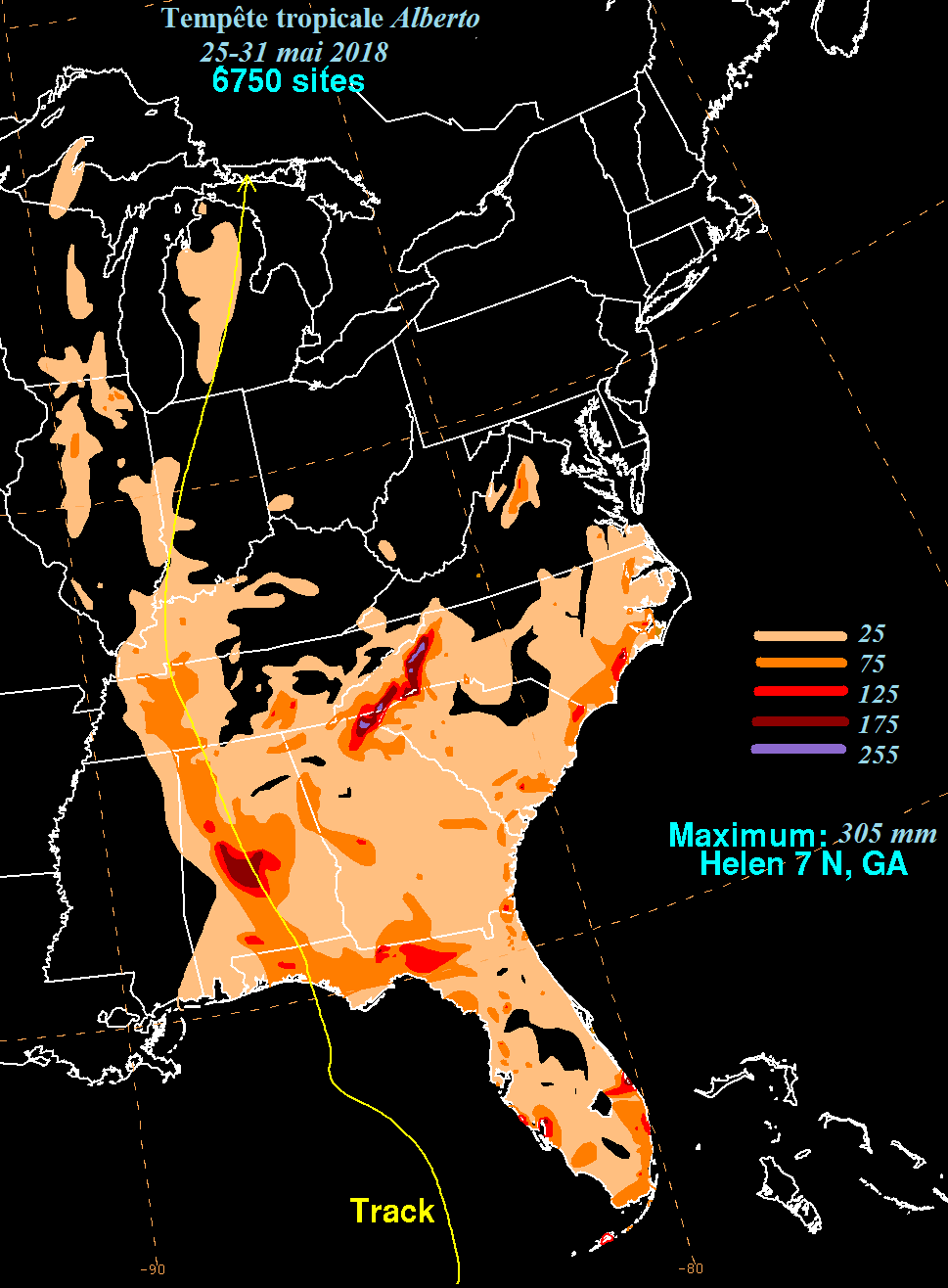
Accumulations de pluie avec la tempête tropicale Alberto aux États-Unis (1 pouce = 2.56 cm).

L'état d'urgence fut décrété en Floride à l'approche du système et des milliers de résidents des îles barrières furent évacués. Les plages le long de la côte de l'île barrière de Saint Georges étaient sous l'eau à marée haute le 28 mai et des inondations dues à l'onde de tempête furent signalées à St. Marks (Floride). D'autres inondations mineures et localisées furent également signalées le long des côtes de l'Alabama, du Mississippi et du sud-est de la Louisiane. Les vents ont aussi fait peu de dégâts là où la tempête a touché terre, seulement un certain nombre d'arbres furent renversés et des pannes de courant localisées furent signalées.
Quatre tornades, toutes d'intensité EF-0 (sur l'échelle de Fujita améliorée), furent rapportées. Le 27 mai, une faible tornade de type « trombe terrestre » s'est produite près de Salerno (Floride). Une autre faible tornade s'est produite le 28 mai près de Cameron (Caroline du Sud). Le 30 mai, un chasseur d'orages a observé une faible trombe terrestre près de Marseille (Illinois) et environ une heure plus tard, une autre faible tornade faible s'est abattue près de Pleasant Hill (Ohio). Toutes ces tornades n'ont fait que des dégâts mineurs.
Cependant, Alberto a produit de fortes pluies à travers les États de la côte du Golfe, provoquant des inondations dans toute la région. En Floride, le total des précipitations a culminé à 221 mm à Okeechobee et l'onde de tempête maximale fut de près d'un mètre à Apalachicola,,. Ailleurs, les accumulations maximales furent de 312 mm près d'Helen dans le nord-est de la Géorgie, 310 mm près de Jonas Ridge dans l'ouest de la Caroline du Nord, 226 mm à une station en Caroline du Sud juste en face de Tryon, Caroline du Nord, et 139 mm près de Lewis Mountain Camp en Virginie.
En Caroline du Nord, les fortes pluies ont provoqué des coulées de boue le long des montagnes Blue Ridge et ont causé de nombreux débordements de rivières. Le 28 mai, un présentateur TV et un journaliste photo furent tués par la chute d'un arbre alors qu'ils couvraient les effets d’Alberto loin de son centre dans le même État. Deux autres personnes sont mortes dans une maison effondrée dans la communauté Heavenly Mountain près de Boone. Une dernière personne est décédée dans un coulée de boue dans le même État. En Virginie, deux personnes furent emportées par les crues près de Charlottesville dans le comté d'Albemarle et une troisième est s'est noyée dans le comté de Madison.
Le National Centers for Environmental Information (NCEI) de la NOAA estime à environ 125 millions de dollars US les dommages causés par les intempéries dues à Alberto.